# Frank Slaten
Frank Slaten est un acteur, réalisateur et producteur américain né à Los Angeles, Californie (États-Unis).

## Filmographie

### comme acteur
- 2002 : Winter Chill
- 1978 : Ring of Passion (TV) : Nazi#1
- 1979 : Amateur Night at the Dixie Bar and Grill (TV) : Cowboy Bob
- 1984 : Rhinestone : Hillbilly
- 1984 : Johnny le dangereux (Johnny Dangerously) : Henchman
- 1985 : Comment claquer un million de dollars par jour? (Brewster's Millions) de Walter Hill : Bailiff
- 1985 : Délit de fuite (Love on the Run) (TV) : Prison Guard
- 1991 : For the Boys de Mark Rydell : Sid
- 1992 : Newsies : Fireman
- 1994 : The Scout : College Umpire
- 1997 : Pour le pire et pour le meilleur (As Good as It Gets) : Miffed Partygoer
- 1999 : Mickey les yeux bleus (Mickey Blue Eyes) : Paramedic
- 1999 : Le Talentueux Mr Ripley (The Talented Mr. Ripley) : Dockworker #1

### comme réalisateur
- 1998 : Living Room
- 1998 : I'd Rather Be Dead
- 1999 : Meal Ticket
- 2000 : Night Crew

### comme producteur
- 1998 : Living Room
- 1999 : Meal Ticket
- 2000 : Night Crew
- 2002 : Winter Chill